# Supercopa de España 2024/25
De Supercopa de España 2024/25 is de 41ste editie van de Spaanse supercup in het voetbal en de zesde met vier deelnemers. De drie wedstrijden worden tussen 8 en 12 januari 2025 gespeeld in het Koning Abdoellah Sportstad te Jeddah, Saoedi-Arabië. De finale was een El Clásico en stonden titelhouder Real Madrid en FC Barcelona tegenover elkaar, nadat Athletic Club en RCD Mallorca in de halve finales waren uitgeschakeld. 
Uiteindelijk ging FC Barcelona met de winst aan de haal voor de 15e keer in de geschiedenis, met een overtuigende 5-1 overwinning uiteindelijk ging FC Barcelona met de winst ervandoor en wonen ze met 5-2.

## Deelnemende teams
Aan het toernooi nemen de winnaars en de runner-ups van de Spaanse competitie en het Spaanse bekertoernooi van het voorgaande seizoen deel.
| Club            | Kwalificatie        | Dln | Eerdere prestaties                                                                          | Eerdere prestaties                                                                 | Eerdere prestaties    |
| Club            | Kwalificatie        | Dln | Winnaar                                                                                     | Finalist                                                                           | Halve finalist        |
| --------------- | ------------------- | --- | ------------------------------------------------------------------------------------------- | ---------------------------------------------------------------------------------- | --------------------- |
| Real Madrid     | Kampioen competitie | 21  | 13× (1988, 1989, 1990, 1993, 1997, 2001, 2003, 2008, 2012, 2017, 2019/20, 2021/22, 2023/24) | 6× (1982, 1995, 2007, 2011, 2014, 2022/23)                                         | 1× (2020/21)          |
| Athletic Bilbao | Winnaar beker       | 7   | 3× (1984, 2015, 2020/21)                                                                    | 3× (1983, 2009, 2021/22)                                                           | 0×                    |
| FC Barcelona    | Tweede competitie   | 29  | 14× (1983, 1991, 1992, 1994, 1996, 2005, 2006, 2009, 2010, 2011, 2013, 2016, 2018, 2022/23) | 12× (1985, 1988, 1990, 1993, 1997, 1998, 1999, 2012, 2015, 2017, 2020/21, 2023/24) | 2× (2019/20, 2021/22) |
| RCD Mallorca    | Finalist beker      | 3   | 1× (1998)                                                                                   | 1× (2003)                                                                          | 0×                    |

## Toernooischema
|  | halve finales      | halve finales      |  |              | finale              | finale              |
|  |                    |                    |  |              |                     |                     |
|  | 9 januari – Jeddah |                    |  |              |                     |                     |
|  | Real Madrid        | 3                  |  |              |                     |                     |
|  | RCD Mallorca       | 0                  |  |              | 12 januari – Jeddah | 12 januari – Jeddah |
|  |                    |                    |  |              | Real Madrid         | 2                   |
|  | 8 januari – Jeddah | 8 januari – Jeddah |  | FC Barcelona | 5                   |                     |
|  | Athletic Club      | 0                  |  |              |                     |                     |
|  | FC Barcelona       | 2                  |  |              |                     |                     |

## Wedstrijden

### Halve finales
|                                            |               |         |                    |                                                                                                  |
| 8 januari 2025 22:00 (UTC+3) 20:00 (UTC+1) | Athletic Club | 0 – 2   | FC Barcelona       | Koning Abdoellah Sportstad, Jeddah Toeschouwers: 42.000 Scheidsrechter: Miguel Ángel Ortiz Arias |
| 8 januari 2025 22:00 (UTC+3) 20:00 (UTC+1) |               | Verslag | 17' Gavi 52' Yamal | Koning Abdoellah Sportstad, Jeddah Toeschouwers: 42.000 Scheidsrechter: Miguel Ángel Ortiz Arias |

|                                            |                                                   |         |              | |
| 9 januari 2025 22:00 (UTC+3) 20:00 (UTC+1) | Real Madrid                                       | 3 – 0   | RCD Mallorca | Koning Abdoellah Sportstad, Jeddah Toeschouwers: 62.242 Scheidsrechter: Ricardo de Burgos Bengoetxea |
| 9 januari 2025 22:00 (UTC+3) 20:00 (UTC+1) | Bellingham 63' Valjent 90+2' (e.d.) Rodrygo 90+5' | Verslag |              | Koning Abdoellah Sportstad, Jeddah Toeschouwers: 62.242 Scheidsrechter: Ricardo de Burgos Bengoetxea |

### Finale
|                                             |                       |         |                                                                            |                                                                                           |
| 12 januari 2025 22:00 (UTC+3) 20:00 (UTC+1) | Real Madrid           | 2 – 5   | FC Barcelona                                                               | Koning Abdoellah Sportstad, Jeddah Toeschouwers: N.N.B. Scheidsrechter: Jesús Gil Manzano |
| 12 januari 2025 22:00 (UTC+3) 20:00 (UTC+1) | Mbappé 5' Rodrygo 60' | Verslag | 22' Yamal 36' (pen) Lewandowski 39' 48' Raphinha 45+10' Baldé 56' Szczęsny | Koning Abdoellah Sportstad, Jeddah Toeschouwers: N.N.B. Scheidsrechter: Jesús Gil Manzano |